# Médecin de campagne
Médecin de campagne (bra: Insubstituível; prt: Médico de Província) é um filme de comédia dramática francês de 2016 dirigido e co-escrito por Thomas Lilti. É estrelado por François Cluzet e Marianne Denicourt.

## Sinopse
Jean-Pierre Werner, um médico rural que viveu sua vida devotado ao trabalho, descobre que sofre de um tumor cerebral inoperável. Seu médico o aconselha a se aposentar e descansar. Logo em seguida, uma doutora da cidade chega para ajudá-lo em sua prática, mas o arranjo perturba Jean-Pierre, que se considera indispensável.

## Elenco
- François Cluzet como Jean-Pierre Werner
- Marianne Denicourt como Nathalie Delezia
- Isabelle Sadoyan como mãe de Werner
- Félix Moati como Vincent Werner
- Patrick Descamps como Francis Maroini
- Christophe Odent como Norès
- Guy Faucher como Mr Sorlin
- Margaux Fabre como Ninon
- Julien Lucas como namorado de Ninon
- Yohann Goetzmann como Alexis
- Philippe Bertin como Cara
- Géraldine Schitter como Pateta

## Prêmios
| Prêmio / Festival de Cinema | Categoria   | Destinatários e nomeados | Resultado |
| --------------------------- | ----------- | ------------------------ | --------- |
| César                       | Melhor Ator | François Cluzet          | Indicado  |